# Lorraine Geller
Lorraine Geller, geboren als Lorraine Winifred Walsh (* 11. September 1928 in Portland, Oregon; † 13. Oktober 1958 in Los Angeles) war eine US-amerikanische Jazz-Pianistin des Bop.

## Leben und Wirken
Geller besuchte die Washington High School in Portland. 1949 bis 1951 spielte sie in der rein weiblichen Bigband Sweethearts of Rhythm, geleitet von Anne Mae Winburn (einer Nachfolgeband der International Sweethearts of Rhythm). 1951 heiratete sie den Alt-Saxophonisten Herb Geller, den sie 1950 in New York getroffen hatte, als der bei Claude Thornhill spielte und sie bei den Sweethearts. Mit ihm zog sie nach Los Angeles. 1954 nahm sie mit eigenem Trio für das Label Dot auf. Außerdem nahm sie mit Red Mitchell auf, spielte mit Charlie Parker, Dizzy Gillespie, Stan Getz und mit vielen West Coast Musikern wie Shorty Rogers, Zoot Sims, zeitweise als Pianistin bei Howard Rumseys Lighthouse All Stars, wo auch ihr Mann spielte. Nach einer Babypause begleitete sie 1958 Kay Starr. Im gleichen Jahr spielte sie beim ersten Monterey Jazz Festival.
Der plötzliche Tod der Musikerin, die als vielversprechendes Talent galt, an einer Lungenentzündung mit nur 30 Jahren war für viele ein Schock. Ihr Ehemann Herb Geller erfuhr davon, als er bei Benny Goodman spielte, der ihm aus diesem Anlass ein neues Saxophon schenkte. Er verließ nach einer weiteren Tournee mit Goodman 1962 die USA und zog nach Deutschland.

## Diskographie (Auswahl)
- Lorraine Geller at the Piano, Dot

mit Herb Geller:
- The Gellers, Mercury (EmArcy) (1955, mit Red Mitchell am Bass und Mel Lewis am Schlagzeug)
- Herb Geller plays, Mercury (auch Verve 1996, mit Leroy Vinnegar Bass, Larance Marable Schlagzeug)
- The Herb Geller Sextette, Mercury (u. a. mit Conte Candoli, Red Mitchell, 1955)

Sonst:
- Chet Baker, Miles Davis - Complete performances with Lighthouse All Stars, Jazz Factory 2004 (in Aufnahmen von September 1953 begleitet sie dabei Miles Davis als Teil der All Stars)